# آرنه كارلسون (متسابق يخت)
آرنه كارلسون (بالسويدية: Arne Karlsson)‏ هو متسابق يخت سويدي، ولد في 23 مارس 1936 في أوربرو في السويد.

## وصلات خارجية
- آرنه كارلسون على موقع الاتحاد الدولي للملاحة الشراعية (موقع جديد) (الإنجليزية)
- آرنه كارلسون على موقع الاتحاد الدولي للملاحة الشراعية (موقع قديم) (الإنجليزية)
- آرنه كارلسون على موقع اللجنة الأولمبية الدولية (الإنجليزية)
- آرنه كارلسون على موقع أوليمبيديا (الإنجليزية)
- آرنه كارلسون على موقع اللجنة الأولمبية السويدية (السويدية)